# 6560 Pravdo
6560 Pravdo este un asteroid din centura principală de asteroizi.

## Descriere
6560 Pravdo este un asteroid din centura principală de asteroizi. A fost descoperit pe 9 iulie 1991 la Observatorul Palomar de Eleanor Francis Helin. Asteroidul prezintă o orbită caracterizată de o semiaxă mare de 2,36 ua, o excentricitate de 0,11 și o înclinație de 23,2° în raport cu ecliptica.